# PANIC FANCY
『PANIC FANCY』（パニック・ファンシー）は、ORANGE RANGEの5枚目のオリジナルアルバム。

## 解説
- 前作『ORANGE RANGE』から、1年7か月ぶりとなるオリジナル・アルバム。オリジナルアルバムのインターバルとしては、自身最長。
- タイトル『PANIC FANCY』に意味はなく、15くらいの候補があった単語から多数決で選んだ、響きが良い2つの単語をくっ付けただけ、と語っている。
- 初回限定盤には、PVと、メンバー自ら出演した『コードギアス 反逆のルルーシュ R2』のCM映像5パターンを収録した、付属のDVD。デジパック仕様。
- YAMATOのクレジットの欄には「次のアルバム出すまでにシングル」と書かれている。
- NAOTOのクレジット欄には｢Programming・other instruments・g｣の他に｢Percussion・cho｣が加えられている。
- このアルバムの完成を公式サイトで発表したと同時に、全国ホールツアー「ORANGE RANGE LIVE TOUR 008 〜PANIC FANCY」の決定も発表された。さらに2009年には、このツアーの日本武道館公演のDVDが発売された。

## 収録曲

### CD
シングル曲およびカップリング曲の解説は各ページを参照。
1. Beat it
アルバム制作に入った際、いきなりNAOTOがてこずってしまったが、最初に出来たこの曲を機に、制作が思うように進んだとのこと。
20thシングル『おしゃれ番長 feat.ソイソース』にDEXPISTOLSによるリミックスバージョンが収録されている。
2. イケナイ太陽
17thシングル。
フジテレビ系『花ざかりの君たちへ〜イケメン♂パラダイス〜』オープニングテーマ。
3. 世界ワールドウチナーンチュ紀行 〜シーミー編〜
19thシングルc/wの原曲。
この楽曲が作られたのが2008年の8月 - 9月であり、ちょうどお盆の時期に作られた事から「シーミー」をテーマに作られた。
ちなみに「シーミー」とは、沖縄でお墓参りの行事の事を言う。
4. 君station
18thシングル。
フジテレビ系土曜ドラマ『ロス:タイム:ライフ』主題歌。、
5. ソイソースVSペチュニアロックス feat.ORANGE RANGE
もともと3部作あった楽曲をくっ付けた事から、このタイトル名になった。
YAMATO作詞。
6. Sunny Stripe
TBS系プロ野球中継『ザ・プロ野球』2008年度テーマソング。
「スタジアムに行こう!」をテーマに、ボーカル3人がポジションを決めて歌った楽曲。
YOH作曲。歌入れの際もYOH本人が立ち会うなど、YOH自身かなり拘った作品。
7. 現実逃避
聴きやすいメロディとコード進行の中で、いかに毒々しいものにするかがテーマとなっている。
バイオリンの後に意図的にノイズを入れたりしている。
歌詞には様々な動物が登場する。
8. シアワセネイロ
先行配信シングルとして、6月15日からデジタル配信されている楽曲。
MBS・TBS系TVアニメ『コードギアス 反逆のルルーシュR2』エンディングテーマ、NTT Communications「MUSICO」TV-CMソング。
元々はアルバム収録用にストックされていた楽曲。
小さな幸せが重ねられると大きくなる事、その幸せを音符に置き換えられたらをテーマにした。
PVが制作されており、山田孝之、関めぐみ、勝山梶、ムーディ勝山が出演。途中、SJK06やペチュニアロックスなど書かれている花束がある。
9. 5
各メンバーが制作してきた楽曲をくっつけて出来た楽曲。
今作で初めてBassのYOHが1人で歌っている部分がある。
歌っている順番は「YAMATO→YOH→HIROKI→RYO→NAOTO」である。
本人たちの意図により、歌詞は公開されていない。
10. O2
19thシングル。MBS・TBS系TVアニメ『コードギアス 反逆のルルーシュR2』オープニングテーマ。
曲の冒頭部分が、前曲とわずかに繋がっている。
11. イカSUMMER
16thシングル。カネボウ化粧品ALLIE CMソング。
12. 太陽と向日葵、周りなんか気にせずに…夏。
HIROKIが作詞・作曲した原曲を自らパソコンの中で削除しようとした際、YOHが協力してこの作品となった。
13. 冬美
演歌・歌謡曲を狙って制作された楽曲で、ボーカルそれぞれが雪景色を想像しながら歌詞を書いた。
18thシングル「君station」収録曲「powder beats」以来、3曲目の冬曲となっている。
14. ドレミファShip
YOH作曲。ボーカルを録音した後それでもYOHが納得せず、一度捨てられてしまったがそこをメンバー代表としてHIROKIがYOHを説得して甦った楽曲。
2019年11月20日にはコンセプトツアー『RWD← SCREAM 019』で披露されたバージョンがライブ音源で配信された。
15. Happy Birthday Yeah! Yeah! Wow! Wow!
NAOTOがホーンやブラスに拘った楽曲。
ORANGE RANGEの曲としては、初めて「誕生日」を歌った曲。

### 初回盤DVD
1. イカSUMMER
2. イケナイ太陽
3. 君station
4. O2
5. シアワセネイロ
6. ORANGE RANGE出演『コードギアス 反逆のルルーシュ R2』CM映像 5パターン

## カバー
O2
- 星輝子（松田颯水）、向井拓海（原優子）、村上巴（花井美春） - ゲーム『アイドルマスター シンデレラガールズ スターライトステージ』収録曲として2019年10月24日に追加。翌年2020年2月19日発売のシングル「THE IDOLM@STER CINDERELLA GIRLS STARLIGHT MASTER 36 義勇忍侠花吹雪」に収録された。
- FLOW - 2022年11月16日発売の39thシングル「デイドリーム ビリーヴァー」に収録。

## 参加ミュージシャン
- YAMATO：次のアルバム出すまでにシングル
- HIROKI：VOX
- RYO：VOX
- NAOTO：Programming、Other Instruments、Cho、Percussion、g
- YOH：BASS

ソイソース are SOOOMY、KOJAI、CAPTAIN
| Beat it - Drums：佐野康夫 イケナイ太陽 - Drums：桜井正宏 世界ワールドウチナーンチュ紀行～シーミー編～ - Drums：佐野康夫 君station - Strings Arrangement：吉俣良 - Drums：佐野康夫 - Strings：弦一徹グループ - Horms：南浩之、中沢幸宏 - Piano：鈴木けいこ（This Time） ソイソースVSペチュニアロックス feat.ORANGE RANGE - Drums：桜井正宏 Sunny Stripe - Drums：佐野康夫 現実逃避 - Drums：佐野康夫 - Violin：弦一徹 シアワセネイロ - Strings Arrangement：吉俣良 - Drums：佐野康夫 - Strings：クラッシャー木村ストリングス - Trumpet：奥村晶 - Piano、Wirittsar：中村康就 | 5 - Drums：桜井正宏 O2 - Drums：桜井正宏 イカSUMMER - Drums：桜井正宏 - Horns：YOKAN 太陽と向日葵、周りなんか気にせずに・・・夏。 - Drums：桜井正宏 冬美 - Drums：桜井正宏 ドレミファShip - Drums：桜井正宏 Happy Birthday Yeah! Yeah! Wow! Wow! - Brass Arrangement：佐藤準 - Drums：佐野康夫 - Trumpet：奥村晶、鈴木正則、依田武之、山下真一 - Trombone：佐野聡、宮内岳太郎 - Bass Trombone：清岡太郎 - Alto Saxophone：近藤和彦 - Tenor Saxophone：竹上良成 - Tuba：佐藤潔 - Percussion：三沢またろう |